# TDLS
TDLS, escurçat de Tunneled Direct Link Setup, és "una manera directa de transmetre contingut multimèdia i altres dades més ràpidament entre dispositius que ja estan a la mateixa xarxa Wi-Fi". Els dispositius que l'utilitzen es comuniquen directament entre ells, sense implicar l'encaminador de la xarxa sense fil.
Wi-Fi Alliance va afegir la certificació per a TDLS el 2012. Descriu aquesta funció com una tecnologia que permet que els dispositius s'enllaçin directament entre si quan estan connectats a una xarxa Wi-Fi tradicional. Els dispositius TDLS CERTIFICATS per Wi-Fi poden configurar enllaços segurs i transferir dades directament entre ells. Els dispositius enllaçats a TDLS es beneficien d'una connexió optimitzada per fer coses com ara la transmissió de vídeo o la sincronització de contingut, sense carregar la xarxa en el seu conjunt.
L'IEEE ho ha aprovat com a estàndard IEEE 802.11z.
El protocol Cast de Google utilitzat per Chromecast utilitza TDLS per iniciar la duplicació de la pantalla.